# Hervormde kerk (Zuidwolde)
De Hervormde kerk van Zuidwolde is een zaalkerk met later toegevoegd dwarsschip en een dakruiter in het Drentse dorp Zuidwolde. De luidklokken van de kerk worden beschermd als rijksmonument.

## Beschrijving
Zuidwolde had eerder een kerk gewijd aan Maternus. Mede vanwege krijgsgeweld verkeerde dit gebouw in dusdanig slechte staat dat het begin 19e eeuw werd afgebroken. De nieuwe kerk werd gebouwd in 1823 en in 1856 uitgebreid. De dakruiter werd in 1926 aangepast.
De kerk heeft een preekstoel uit 1823. Het orgel van J. Doornbos dateert uit 1902. De kerk bezit een zilveren Avondmaalsbeker vervaardigd in 1724 door de zilversmid Jan Berents Rombouts uit Meppel.

## De klokken
In de klokkenstoel van de kerk hangen twee oude luidklokken uit 1502. De klokken zijn vervaardigd door Willem van Wou, een verwant van Geert van Wou. Vanwege de zeldzaamheid van deze klokken, er zijn in totaal in Nederland slechts acht bewaard gebleven, zijn de klokken aangewezen als rijksmonument. De klokken zijn tijdens de oorlog wel geroofd, maar na de oorlog ongeschonden teruggevonden.